# Tanmen Zhen
Tanmen Zhen (kinesiska: 潭门镇, 潭门) är en köping i Kina. Den ligger i prefekturen Qionghai Shi och provinsen Hainan, i den södra delen av landet, omkring 93 kilometer söder om provinshuvudstaden Haikou. Antalet invånare är 31322. Befolkningen består av 14 589 kvinnor och 16 733 män. Barn under 15 år utgör 19,0 %, vuxna 15-64 år 70 %, och äldre över 65 år 10,0 %.
Genomsnittlig årsnederbörd är 2 298 millimeter. Den regnigaste månaden är september, med i genomsnitt 397 mm nederbörd, och den torraste är januari, med 27 mm nederbörd.